# Bougy-Villars
Bougy-Villars es una comuna suiza del cantón de Vaud, situada en el distrito de Morges. Limita al norte con la comuna de Aubonne, al este con Féchy, al sur y sureste con Perroy, y al oeste con Mont-sur-Rolle y Essertines-sur-Rolle.
Hasta el 31 de diciembre de 2007 la comuna estuvo en el distrito de Aubonne, círculo de Aubonne.

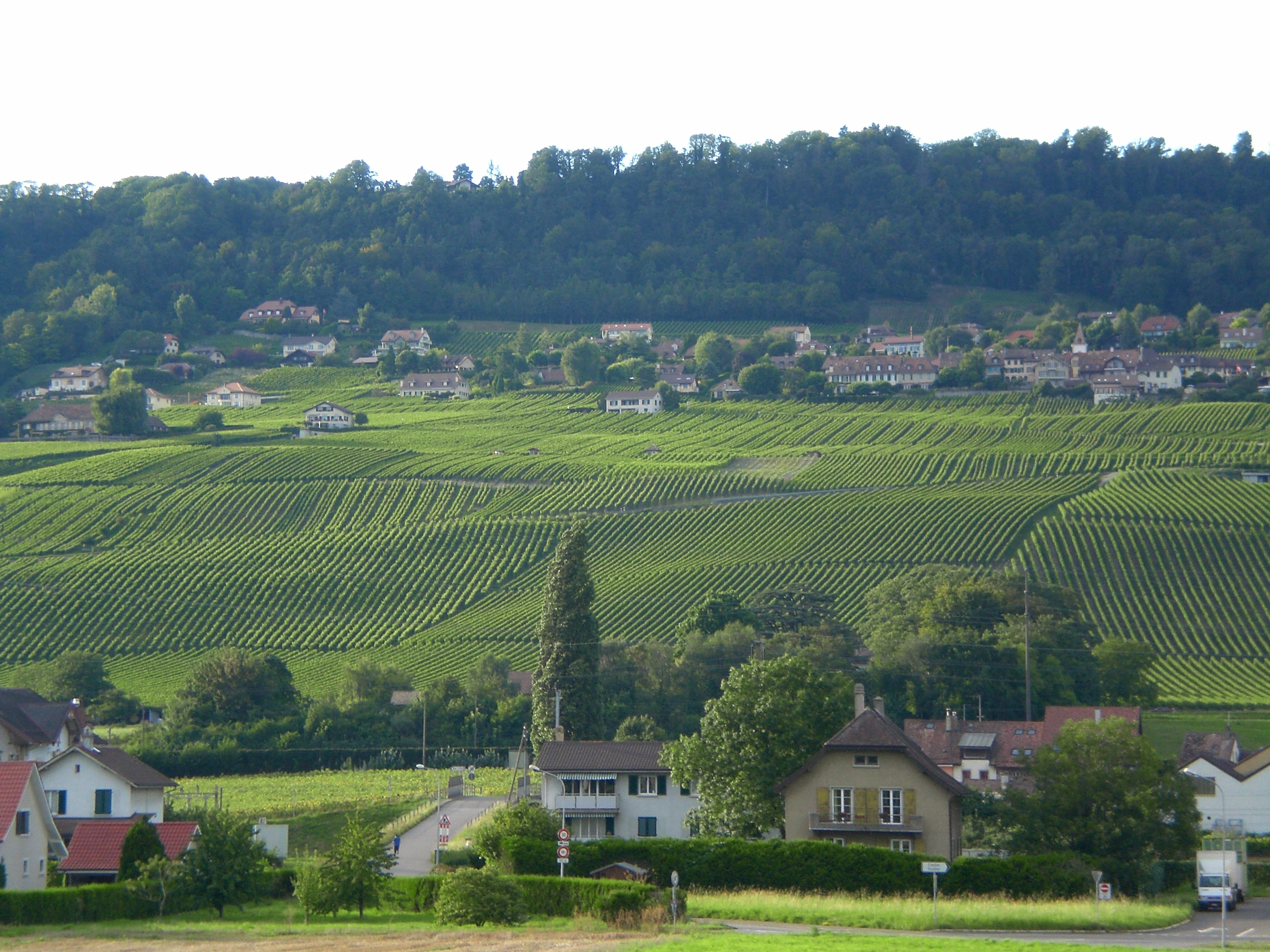
Vista panorámica de Bougy-Villars.